# Yanshan (Shangrao)
Yanshan (chinesisch 铅山县, Pinyin Yánshān Xiàn) ist ein Kreis, der zum Verwaltungsgebiet der bezirksfreien Stadt Shangrao im Nordosten der chinesischen Provinz Jiangxi gehört. Er hat eine Fläche von 2.178 km² und zählt 426.998 Einwohner (Stand: Zensus 2010). Sein Hauptort ist die Großgemeinde Hekou (河口镇).
Die E-Hu-Akademie bzw. „Gänsesee-Akademie“ (Ehu shuyuan 鹅湖书院) – der Schauplatz einer berühmten Debatte zwischen den neokonfuzianischen Philosophen Zhu Xi und Lü Zuqian (1137–1181) – steht seit 2006 auf der Liste der Denkmäler der Volksrepublik China (6-607).